# Elektrische Schaltung
Eine elektrische Schaltung ist der Zusammenschluss von elektrischen bzw. elektromechanischen Einzelelementen (Batterie, Schalter, Anzeige, Motor, …) zu einer funktionsgerechten Anordnung. Verwendbar wird die Schaltung durch einen elektrischen Strom durch ihre Bauelemente; dazu ist mindestens eine in der Schaltung enthaltene elektrische Energiequelle in einem geschlossenen Stromkreis erforderlich.

Einfache Schaltung aus einer realen Stromquelle (dargestellt durch ihr Ersatzschaltbild) und einem Verbraucher (dargestellt als Widerstand)

Eine elektrische Schaltung wird schematisch in Form eines Stromlaufplanes oder Schaltplanes dargestellt.

## Allgemeine Gesichtspunkte

### Umfang
Eine elektrische Schaltung kann aus einem oder mehreren Stromkreisen bestehen, in denen jeweils bestimmte Teilfunktionen der Gesamtschaltung realisiert sind. Sie kann aus dem Zusammenschluss von nur zwei zweipoligen Elementen bestehen, aber auch von Milliarden von Elementen in einer integrierten Schaltung.

### Elektrische Quellen
Elektrische Energie kann wie jede andere Energie nicht entstehen oder verbraucht werden, sondern sie wird grundsätzlich aus einer anderen Energieform gewonnen oder in einer anderen Energieform wieder abgegeben. Die Begriffe Quelle und Verbraucher sind dennoch gebräuchlich und vor diesem Hintergrund zu verstehen.
Als Element der Energiezufuhr unterscheidet man in den Schaltungen die Spannungsquelle und als ihr Gegenstück die Stromquelle. In der Schaltungstheorie verwendet man die Begriffe für Modelle idealer Quellen. Die Nachbildung ihres realen Verhaltens erfordert eine Ersatzschaltung aus mehreren idealisierten Elementen.
Im Blick auf die Anwendung unterscheidet man sie als Lieferant elektrischer Energie (Generator, Solarzelle, …) und als Erzeuger elektrischer Signale (Sensor, Mikrophon, …). Bei der Energielieferung unterscheidet man in Gleich- und Wechselgrößen mit Einphasen- und Dreiphasenwechselstrom, bei der Signalerzeugung in Analog- oder Digitalsignale, mit denen Information transportiert werden kann.

### Elektrische Verbraucher
Ein elektrischer Verbraucher ist passiv wie beispielsweise ein elektrischer Widerstand, ein Messgerät, ein Elektrogerät, eine Elektroanlage oder eine ganze Produktionsstätte, in der elektrische Energie in andere Energieformen umgewandelt wird.
Bei realen Quellen und Übertragungswegen entstehen Verluste, und man legt die Schaltung aus auf Spannungsanpassung, Stromanpassung oder Leistungsanpassung – je nach Erfordernis, ob dem Verbraucher ein Maximum an elektrischer Spannung, Stromstärke oder Leistung zugeführt werden soll.
Für stationäre Vorgänge ist die Strom-Spannungs-Beziehung eines Verbrauchers vielfach linear angebbar durch das ohmsche Gesetz oder ohmsche Gesetz der Wechselstromtechnik. Halbleiterbausteine verhalten sich in der Regel nichtlinear. In Verstärkerschaltungen kann durch Gegenkopplung erreicht werden, dass deren Verhalten weitgehend unabhängig von den Halbleiterparametern nur durch die Eigenschaften passiver Bauelemente bestimmt wird, so dass die Strom-Spannungs-Beziehung dann auch hier linear ist.

### Zusammenwirkung

Masche und Knoten:
Die fünf Bauelemente mit den Spannungen bis bilden einen geschlossenen Umlauf oder eine Masche.
Die Punkte dazwischen, an denen mehr als zwei stromführende Leitungen zusammentreffen, bilden jeweils einen Knoten.

Die Bauelemente sind durch elektrische Leitungen miteinander verbunden. Oft kann man sie als verlustlos ansehen. Anderenfalls sind ihre Leitungsbeläge wie Verbraucher in der Schaltung zu beachten.
Die Leitungen bilden Maschen und Knoten, für welche die Maschen- und die Knotenregel gelten. Schaltungen mit linearen Bauelementen und mehreren Quellen können auch nach dem Überlagerungsprinzip nach Helmholtz berechnet werden.

## Besondere Schaltungen
Für eine Vielzahl von Schaltungen existieren eigene Artikel.

### Grundschaltungen
- Reihenschaltung
- Parallelschaltung
- Brückenschaltung

### Energietechnik
- Dreieckschaltung
- Sternschaltung
- Siebentaktschaltung
- Zwölfpulsschaltung
- Wechselrichter

### Nachrichtentechnik
- π-Schaltung
- T-Schaltung

### Installationstechnik
- Ausschaltung
- Serienschaltung
- Wechselschaltung
- Kontrollwechselschaltung
- Kreuzschaltung
- Tasterschaltung

### Formale Logik
- Logikgatter